# 伊藤超短波
伊藤超短波株式会社（いとう・ちょうたんぱ）は、埼玉県川口市にある医療機器メーカーである。

## 企業概要
- 1916年、伊藤賢治が日本初の「交流式レントゲン」を開発、同時に当社の前身となる「東京医学電気株式会社」を設立した。
- 設立当初は無線部門にも取り組んでおり、雑誌無線と実験（戦後、誠文堂新光社に版権が移り今日も発行中）の発行や、日本初のラジオ放送「東京中央放送局（現・日本放送協会）」設立にも尽力した。
- 1934年、日本初の超短波治療器「自の魂」を開発、それ以後も、心電計、脳波計、電子メス、電子顕微鏡などと言った医療機器を開発・製作した。
- 1957年、社名を現在の伊藤超短波株式会社とした。
- 1977年、家庭用の超小型低周波治療器「ドクターパルス」を開発し、日本国内外に供給した。
- 1981年、日本初のレーザー治療器を開発した。
- 1991年、日本初の骨癒合治療器・オステオトロンを開発した。
- 1998年、世界初の業務用インバーター・パルスマイクロ、並びに日本初のパルス式業務用超短波治療器を開発した。
- 2000年、日本初の電流筋肉刺激装置「ツインビートEMS」開発した。
- 2004年、パルス式超短波治療器を開発した。
- 2019年、ヒロセ電機から健康機器・医療機器の製造販売事業を譲受する予定[2][3]。

## 主力商品
イトーレーターブランド名で、医療機関向け、家庭向けに医療機器を供給している。
- 総合刺激機　Mettler
- 低周波治療器
- 超音波治療器など

## ラジオ番組
- 文化放送で早朝に「ラジオクリニック・近藤宏二です」を放送していた。
これは、「ラジオドクター」と称した医学博士の近藤宏二先生をパーソナリティーに迎え、医療的側面からの健康相談に応えた他、医療機関の専門の先生をゲストに迎えたインタビューも行った。

## その他
- 間寛平のアースマラソン、また日本の各スポーツ団体の協賛社となっており、スポーツマンのヘルスケアに尽力している。